# Ercole Rivani
Ercole Rivani (* im 17. Jahrhundert; † 30. August 1689 in Bologna) war ein italienischer Maler und Architekt.
Ercole Rivani war in der zweiten Hälfte des 17. Jahrhunderts tätig und fertigte für Kirchen in Bologna und Venedig Altarblätter an. Möglicherweise entwarf für ihn Ferdinando Galli da Bibiena in Bologna seine ersten Bühnenbilder. An Jean-Baptiste Lullys Opernhaus arbeitete er 1681 in Paris als Theatermaschinist.